# Лутрейль, Август Августович
Огюст Транкий Лутрёй (фр. Auguste-Tranquille Loutreuil, в России Август Августович Лутрейль; 6 декабря 1833, Нёвиль-пре-Се, ныне в составе коммуны Шайюэ, округ Алансон, департамент Орн — 7 февраля 1911, Вальмон, ныне в составе Монтрё) — французский и российский предприниматель и меценат.
Родился в бедной крестьянской семье.
В 1857 г. отправился на заработки в Российскую империю, первоначально как рядовой счетовод на железной дороге. Дослужился до должности начальника счётного отделения Московско-Нижегородской железной дороги.
В 1866 г. соучредитель и акционер Боровского свеклосахарного завода. С 1871 г. соучредитель, акционер и директор Товарищества мануфактур Альберта Гюбнера. Соучредитель (1875) и член совета Трёхгорного пивоваренного товарищества в Москве. С 1883 г. соучредитель и один из акционеров химико-технологической компании «Любимов, Сольве и Ко».
По завещанию Лутрёя Французская академия наук получила три миллиона пятьсот тысяч франков, из которых был создан Фонд Лутрёя, распределявший исследовательские гранты и сыгравший важную роль в стимулировании научной работы. Парижский университет также получил два с половиной миллиона франков на развитие лабораторных исследований, миллион франков отошёл Фонду научных исследований, 100 тысяч франков — Пастёровскому институту. Два миллиона франков были выделены на развитие сельского хозяйства в родном для Лутрёя департаменте Орн. 10000 рублей Лутрёй пожертвовал на благотворительные цели Москве, эти средства были переданы городской управе душеприказчиком Лутрёя Ю. П. Гужоном.

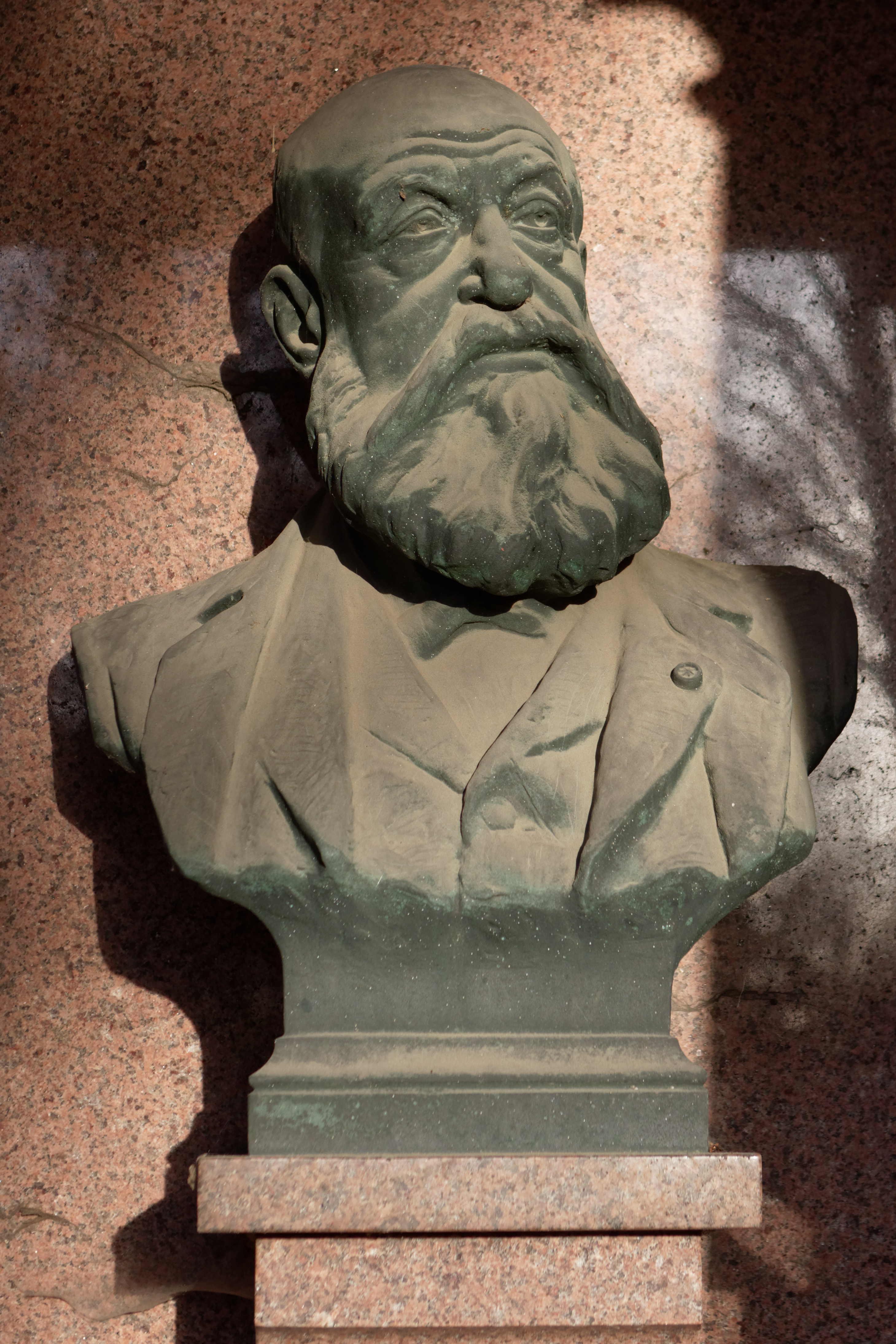
Бюст О. Лутрёя на его могиле на кладбище Пер-Лашез

Офицер Ордена Почётного легиона (январь 1911). С 1992 г. имя Лутрёя носит сельскохозяйственный лицей в городе Се недалеко от места его рождения.
Феликс Тастевен посвятил Лутрёю свою книгу «История французской колонии в Москве от её возникновения до 1812 года» (1908).
Похоронен на кладбище Пер-Лашез.